# Valeriana jasminoides
Valeriana jasminoides är en kaprifolväxtart som beskrevs av Briquet. Valeriana jasminoides ingår i släktet vänderötter, och familjen kaprifolväxter. Inga underarter finns listade i Catalogue of Life.